# Штаб-квартира

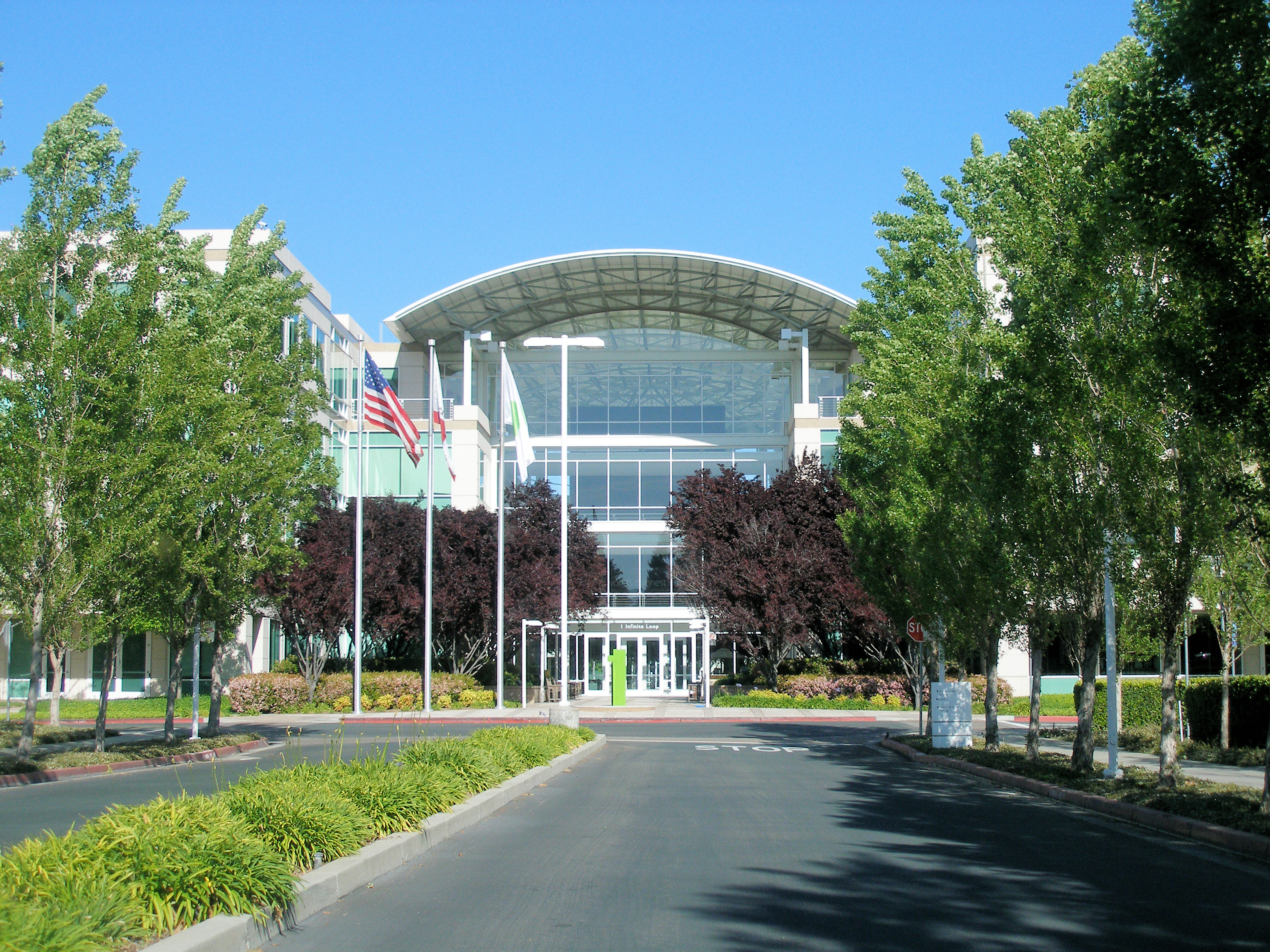
Штаб-квартира Apple у Купертіно, Каліфорнія

Штаб-квартира — місце концентрації більшості (якщо не всіх) найважливіших функцій та перебування керівництва організації або топменеджменту комерційної структури (компанії, підприємства, організації).

## Корпоративне
Штаб-квартира розташована в головній частині корпорації, й бере на себе повну відповідальність за загальну успішність корпорації, а також забезпечує корпоративне управління. Штаб-квартира компанії є ключовим елементом корпоративної структури й охоплює різні корпоративні функції, такі як стратегічне планування, корпоративні комунікації, податкові, правові, маркетингові, фінанси, HR, IT, закупівель (СРО).
Штаб-квартира охоплює: генерального директора, як ключову фігуру і його допоміжний персонал, як-от директор офісу та інші службовці, пов'язані з генеральним директором;
Здійснює функцію «корпоративної політики» : Включає всі корпоративні функції, необхідні, щоб спрямувати фірму шляхом визначення та створення корпоративної політики;
Корпоративні функції: Заходи, які об'єднують або консолідують в певних масштабах підприємства потребують підтримки, що надається на основі спеціальних знань, передового досвіду і технологій для обслуговування внутрішніх клієнтів і ділових партнерів;
Інтерфейс: звітність лінії і двонаправлений зв'язок між головним офісом та підрозділами.

## Бізнес-одиниці
Штаб-квартира зазвичай охоплює керівника підрозділу і його персонал, а також всі функції для управління бізнес-одиниці та оперативної діяльності. Глава підрозділу несе відповідальність за загальний результат підрозділу.

## Регіональні
Штаб-квартира іноді працює у головному регіональному підрозділі, й контролює діяльність всіх підрозділів, беручи на себе повну відповідальність за загальну прибутковість і успішність цього регіонального блоку.

## Військовий
Термін вживають також стосовно військових організацій.
Військовий штаб приймає різні форми залежно від розміру і характеру організації або формування їх команди.